# Ayuno de los primogénitos
El ayuno de los primogénitos es un ayuno que los varones judíos mayores de trece años realizan durante todo el período diurno de la víspera de la festividad judía de Pésaj en señal de gratitud.
Según cuenta la Biblia, Dios castigó a los primogénitos egipcios por la negativa del Faraón de dejar salir al pueblo judío de Egipto, pasando por alto a los primogénitos judíos.
Taanit bejorot (en hebreo: תענית בכורות) (en plural: תענית בכורים) (transliterado: Taanit bejorim) cae generalmente en el decimocuarto día de Nisán, del calendario hebreo. Abstención de la ingesta de alimentos a la que están obligados los primogénitos, en la víspera de Pésaj, rememorando la última de las diez plagas. Pueden obviar la norma al participar en una seudat mitzvá, festín que se realiza cuando se finaliza el estudio de un libro del Talmud.
Alexander Suslin y más tarde Yoel Sirkis también concedieron este ayuno a las mujeres judías porque las mujeres egipcias culpables también murieron durante la décima plaga en Egipto, pero Moses Isserles y el Gaón de Vilna establecieron que las mujeres estaban exentas del ayuno de los primogénitos. Dado que el Libro del Éxodo (13:12-15) menciona el mandamiento bíblico de la Redención del primogénito, como conmemoración del primogénito judío en Egipto, y dado que este mandamiento se aplica sólo a los primogénitos varones, Isserlies y el Gaón de Vilna deciden de manera similar que sólo los hombres están obligados a ayunar. La práctica común es que sólo los hombres ayunen.